# 忠 (疏勒王)
忠（？—86年），原名榆勒，东汉时疏勒王。
74年，班超废除龟兹王建拥立的疏勒王兜题，将疏勒王成的侄子忠立为疏勒王。84年，班超于是征调疏勒、于阗军队进攻莎车。莎车向疏勒王忠进行贿赂，忠背叛汉朝，跟随莎车，西据乌即城。班超改立疏勒府丞成大为疏勒王，征发没有叛汉的疏勒军进攻忠。派人游说康居王捉住忠，带回本国。乌即城向班超投降。86年，疏勒王忠向康居王借兵，派使者向班超诈降。班超假意应允。忠轻骑来见班超，班超将他斩首，击败忠的部众。西域南道从此畅通。